# Sierra Catana
La Sierra Catana es una montaña en el municipio de Saltillo, estado de Coahuila; México, está 12 km al sur del poblado San Juan de la Vaquería. La cumbre alcanza los 3131 metros sobre el nivel del mar. La Sierra Catana esta rodeada de valles al norte, este y sur; al oeste se encuentra la Sierra La Concordia.

## Historia

### Masacre de la cueva de Sierra Catana
En febrero de 1847; durante la Intervención estadounidense en México, en Coahuila muchas Familias huían de la violencia en sus pueblos escondiéndose en cuevas de las montañas, una de ellas estaba ubicada en la Sierra Catana, hasta ahí fueron soldados de Arkansas por órdenes de su comandante Samuel Walker, para vengar la muerte de uno de sus compañeros y mataron a más de 40 civiles a machetazos o bayoneta cortándoles la cabeza en medio del suplicio de las esposas e hijos, causando horror en la  propia caballería norteamericana que se encontraba patrullando la zona y se percataron del evento debido a los gritos de las víctimas viendo a Samuel Walker salir de la cueva con dos cabezas. El mismo general Taylor quedó horrorizado al escuchar las acciones de sus soldados. Esta masacre fue publicada en algunos periódicos de Estados Unidos y de México.

### Incendios
En junio de 2011 un incendio forestal afectó la Sierra Catana, por lo que en agosto de 2012 el gobierno del municipio de Saltillo con apoyo de la Universidad Autónoma Agraria Antonio Narro realizó trabajos de reforestación en la zona de Derramadero.
En junio de 2017 la misma área fue afectada por otro incendio.
En mayo de 2018 se registró otro incendio, presuntamente provocado.
En abril de 2021; tras meses de sequía, un incendio afectó al menos 30 hectáreas.

## Características

### Clima
Según la clasificación climática de Köppen, la Sierra Catana tiene un clima semiárido (BSh). La temperatura media anual es de 20 °C, el mes más caluroso es junio con temperatura promedio de 26 °C, y el más frío es enero con 11 °C. La precipitación media anual es de 637 milímetros, el mes más húmedo es septiembre con un promedio de 161 mm de precipitación, y el más seco es febrero con 15 mm de precipitación.

### Edafología
El suelo en Sierra Catana es leptosol; en otras palabras, suelo de piedra. Se caracterizan por su profundidad menor de 10 centímetros, limitada por roca.

### Orografía
Los rangos de elevación de la Sierra Catana van de 2177 a 3104 m s. n. m. El relieve es propio de la subprovincia fisiográfica “Sierras transversales”.

### Hidrología
La Sierra Catana tiene arroyos con cargas fluviales, el predio el Capulín cuenta con una presa que abastece.

### Flora
En la Sierra Catana predomina el Bosque de coníferas, se encuentra Pino piñonero Pinus cembroides, Junípero Juniperus saltillensis. También se encuentra Izotal con Palma china Yucca filifera, Palma loca Yucca carnerosana, Palma pita Yucca filifera y Palma negra Yucca decipiens. Chaparral con Arctostaphylos, Cercocarpus, Cotoneaster, etc. Matorral desértico rosetófilo con Agaves Agave lechuguilla, Agave stricta y Agave stricta.

### Fauna
- Zorrillo listado Mephitis macroura
- Conejo Sylvilagus audubonii
- Zorra gris Urocyon cinereoargenteus
- Venado cola blanca Odocoileus virginianus
- Puma Puma concolor
- Gato montés Lynx rufus
- Paloma huilota Zenaida macroura
- Codorniz escamosa Callipepla squamata
- Paloma alas blancas Zenaida asiatica
- Aguililla colirrufa Buteo jamaicensis
- Gavilán pechirrufo menor Accipiter striatus
- Halcón cernícalo Falco sparverius
- Aguililla rojinegra Parabuteo unicinctus
- Pitacoche común Toxostoma curvirostre
- Cardenal común Cardinalis cardinalis
- Cenzontle Mimus polyglottos
- Tordo sargento Agelaius phoeniceus

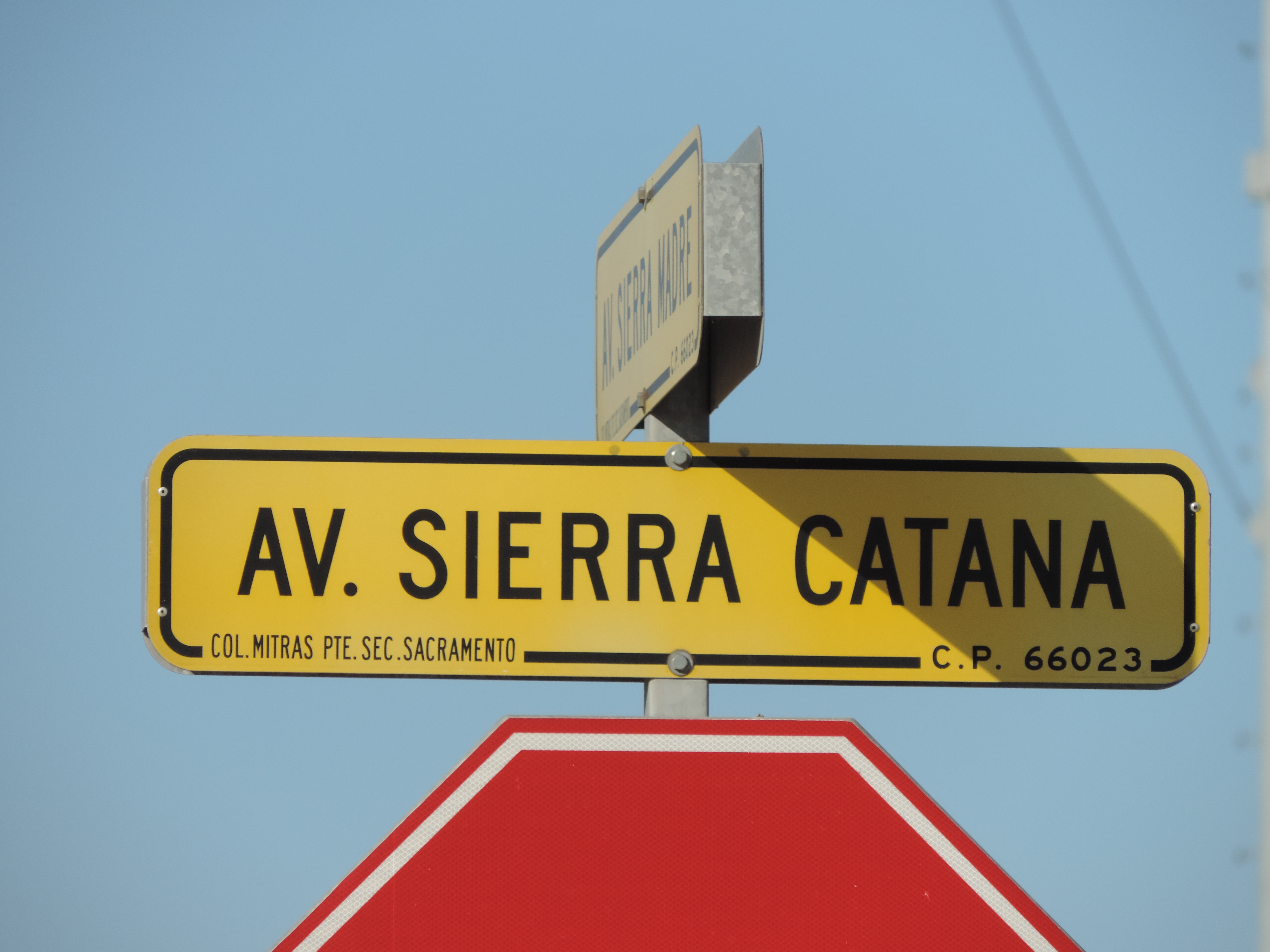
Varias calles en México llevan el nombre Sierra Catana

- Aura común Cathartes aura
- Zopilote Coragyps atratus
- Cuervo Corvus corax
- Tapayatxin Phrynosoma modestum
- Víbora de cascabel Crotalus atrox
- Oso negro Ursus americanus
- Charas Psilorhinus morio[8]

## Deportes de Montaña
El ascenso a la cima de la Sierra Catana es considerado difícil y tiene 1112 m de desnivel.